# Малајски устанак
Малајски устанак или Малајска ванредна ситуација, позната и као Антибритански национално-ослободилачки рат (1948–1960), био је герилски рат који се водио у британској Малаји између комунистичких бораца за независност Малајске националне ослободилачке армије (МНЛА) и војних снага Федерације Малаје, Британске империје и Комонвелта. Комунисти су се борили да освоје независност Малаје од Британске империје и да успоставе социјалистичку економију, док су се Малајска федерација и снаге Комонвелта бориле за борбу против комунизма и заштиту британских економских и колонијалних интереса. Многи писци верују да су термин „Хитна ситуација“ изабрали Британци зато што осигуравачи са седиштем у Лондону не би исплатили у случајевима грађанских ратова.
17. јуна 1948. Британија је прогласила ванредно стање у Малаји након напада на плантаже, који су заузврат били осветнички напади за убиство левичарских активиста. Лидер Малајске комунистичке партије (МЦП) Чин Пенг и његови савезници побегли су у џунглу и формирали МНЛА да би водили рат за национално ослобођење против британске колонијалне власти. Многи борци МНЛА били су ветерани Малајске народне антијапанске армије (МПАЈА), комунистичке герилске војске коју су Британци претходно обучавали, наоружани и финансирали за борбу против Јапана током Другог светског рата. Комунисти су добили подршку великог броја цивила, углавном оних из кинеске заједнице. Поред тога, између 200-400 јапанских војника стационираних у Малаји током Другог светског рата придружило се комунистичкој герили.
Након успостављања низа база у џунгли, МНЛА је почела упадати у британску колонијалну полицију и војне објекте. МНЛА је напала руднике, плантаже и возове како би стекла независност Малаје сломом британске окупације. Британци су покушали да изгладњују МНЛА користећи политику спаљене земље кроз рационализацију хране, убијање стоке и прскање хербицида Ејџент Оранџ из ваздуха. Британски покушаји да поразе комунисте укључивали су вансудска убиства ненаоружаних сељана, што је кршење Женевских конвенција. Најзлогласнији пример је масакр Батанг Кали, који је штампа назвала британским Ми Лајом. Бригсов план је присилно преселио 400.000 до милион цивила у концентрационе логоре, које су Британци назвали „нова села“. Многе домородачке заједнице Оранг Аслија такође су биле мета интернације јер су Британци веровали да подржавају комунисте. Веровање комуниста у класну свест, као и етничку и родну равноправност, инспирисало је многе жене и староседеоце да се придруже и МНЛА и њеној тајној мрежи снабдевања Мин Јуен.
Иако је ванредно стање проглашено готовим 1960. године, комунистички вођа Чин Пенг је поново покренуо побуну против малезијске владе 1967. године. Ова друга фаза побуне трајала је до 1989. године.